# Marketing rekomendacji
Marketing rekomendacji – działania marketingowe, których celem jest wywołanie fali rekomendacji produktu/usługi wśród konsumentów, poprzez umożliwienie im osobistego doświadczenia z produktem i wspomaganie rozprzestrzeniania się tych rekomendacji, za pomocą odpowiednich narzędzi. 
Informacja o produkcie/usłudze jest nieopłaconą, dobrowolną i szczerą opinią konsumenta przekazywaną swoim znajomym, rodzinie lub bliskiemu otoczeniu.
Podstawą realizacji marketingu rekomendacji są kampanie „product seeding” polegające na dostarczeniu wybranej grupie wyselekcjonowanych konsumentów, pełnowartościowych produktów do testowania wraz z próbkami dla znajomych.
Uczestnikami kampanii są ludzie lubiący testować nowe produkty, którzy tym samym chcą jako pierwsi na rynku otrzymywać informacje o nowych produktach i rozmawiać o nich ze znajomymi. 
Marketing rekomendacji należy m.in. do działań marketingu szeptanego.